# Tiro esportivo nos Jogos Pan-Americanos de 2019 - Tiro rápido 25 m masculino
A categoria do tiro rápido 25 m masculino foi um dos eventos do tiro esportivo nos Jogos Pan-Americanos de 2019, em Lima. Foi disputada nos dias 31 de julho e 1 de agosto no Las Palmas Range.

## Calendário
Horário local (UTC-5)
| Data        | Horário | Fase               |
| ----------- | ------- | ------------------ |
| 31 de julho | 09:00   | Qualificação dia 1 |
| 1 de agosto | 09:00   | Qualificação dia 2 |
| 1 de agosto | 13:00   | Final              |

## Medalhistas
| Ouro   | CUB Jorge Llanes   |
| Prata  | CUB Leuris Pupo    |
| Bronze | PER Marko Carrillo |

## Resultados

### Qualificação
| Pos. | Atiradora            | Nacionalidade            | 1   | 2  | 3  | 4   | 5   | 6  | Total   | Notas |
| ---- | -------------------- | ------------------------ | --- | -- | -- | --- | --- | -- | ------- | ----- |
| 1    | Keith Sanderson      | USA Estados Unidos       | 100 | 97 | 94 | 99  | 99  | 97 | 586-17x | Q,    |
| 2    | Marko Carrillo       | PER Peru                 | 99  | 92 | 97 | 97  | 100 | 97 | 582-16x | Q     |
| 3    | Leuris Pupo          | CUB Cuba                 | 98  | 95 | 96 | 96  | 99  | 97 | 581-20x | Q     |
| 4    | Jorge Llanes         | CUB Cuba                 | 99  | 98 | 94 | 98  | 98  | 93 | 580-17x | Q     |
| 5    | Jack Leverett III    | USA Estados Unidos       | 98  | 98 | 90 | 100 | 99  | 93 | 578-18x | Q     |
| 6    | Kevin Altamirano     | PER Peru                 | 97  | 94 | 95 | 98  | 96  | 89 | 569-10x | Q     |
| 7    | Douglas Gómez        | VEN Venezuela            | 98  | 95 | 90 | 97  | 98  | 90 | 568-13x |       |
| 8    | Emerson Durte        | BRA Brasil               | 98  | 97 | 92 | 96  | 95  | 83 | 561-12x |       |
| 9    | Vladimir da Silveira | BRA Brasil               | 95  | 96 | 83 | 99  | 88  | 95 | 556-11x |       |
| 10   | Bernardo Prado       | COL Colômbia             | 95  | 94 | 85 | 94  | 94  | 93 | 555-6x  |       |
| 11   | Fidencio González    | MEX México               | 93  | 90 | 87 | 96  | 97  | 91 | 554-7x  |       |
| 12   | Diego Quiroga        | BOL Bolívia              | 93  | 93 | 92 | 96  | 92  | 88 | 554-5x  |       |
| 13   | José Castillo        | GUA Guatemala            | 93  | 91 | 91 | 94  | 93  | 88 | 550-11x |       |
| 14   | Albino Jiménez       | GUA Guatemala            | 95  | 95 | 88 | 89  | 93  | 88 | 548-12x |       |
| 15   | Luis Ramon Lopez     | PUR Porto Rico           | 96  | 97 | 81 | 96  | 93  | 82 | 545-12x |       |
| 16   | Ángel Barquero       | ESA El Salvador          | 95  | 92 | 84 | 91  | 95  | 82 | 539-8x  |       |
| 17   | Jorge Pimentel       | ESA El Salvador          | 92  | 91 | 81 | 96  | 96  | 82 | 538-10x |       |
| 18   | Roger Daniel         | TTO Trinidad e Tobago    | 97  | 94 | 80 | 95  | 90  | 82 | 538-4x  |       |
| 19   | Rudolf Cordero       | BOL Bolívia              | 92  | 96 | 87 | 96  | 81  | 85 | 537-8x  |       |
| 20   | Giovanni González    | PUR Porto Rico           | 94  | 95 | 82 | 83  | 93  | 87 | 534-10x |       |
| 21   | Yautung Cueva        | ECU Equador              | 86  | 88 | 74 | 90  | 95  | 91 | 524-8x  |       |
| 22   | Antonio Tavarez      | MEX México               | 91  | 93 | 87 | 88  | 82  | 80 | 512-6x  |       |
|      | James Sandall        | CAN Canadá               |     |    |    |     |     |    | DSQ     |       |
|      | Felipe Beuvrim       | VEN Venezuela            |     |    |    |     |     |    | DNS     |       |
|      | Josue Hernandez      | DOM República Dominicana |     |    |    |     |     |    | DNS     |       |

### Final
| Pos.              | Atirador          | Nacionalidade      | 1 | 2   | 3   | 4    | 5    | 6    | 7    | 8    | Total | Notas |
| ----------------- | ----------------- | ------------------ | - | --- | --- | ---- | ---- | ---- | ---- | ---- | ----- | ----- |
| Medalha de ouro   | Jorge Llanes      | CUB Cuba           | 2 | 4 2 | 9 5 | 14 5 | 16 2 | 19 3 | 24 5 | 28 4 | 28    |       |
| Medalha de prata  | Leuris Pupo       | CUB Cuba           | 3 | 5 2 | 9 4 | 13 4 | 16 3 | 19 3 | 23 4 | 26 3 | 26    |       |
| Medalha de bronze | Marko Carrillo    | PER Peru           | 1 | 5 4 | 6 1 | 11 5 | 15 4 | 18 3 | 21 3 | 21   | 21    |       |
| 4                 | Keith Sanderson   | USA Estados Unidos | 1 | 4 3 | 8 4 | 10 2 | 13 3 | 16 3 | 16   | 16   | 16    |       |
| 5                 | Jack Leverett III | USA Estados Unidos | 2 | 3 1 | 6 3 | 11 5 | 12 1 | 12   | 12   | 12   | 12    |       |
| 6                 | Kevin Altamirano  | PER Peru           | 2 | 4 2 | 5 1 | 7 2  | 7    | 7    | 7    | 7    | 7     |       |